# Kristina Brenk
Kristina Brenk (Horjul, 22 oktober 1911 – Ljubljana, 20 november 2009), geboren Kristina Verhovec en ook bekend als Kristina Brenkova, is een Sloveens schrijfster, poëte, redactrice en vertaalster. Ze is vooral bekend voor haar kinderboeken.

## Leven
Brenk groeide op in haar geboortedorp Horjul.  Daar ging ze vier jaar naar de lokale lagere school, en volgde de rest van haar schoolopleiding in Maribor. Daarna studeerde ze psychologie en pedagogie aan de Universiteit van Ljubljana. Tijdens haar studie in Ljubljana ging ze ook naar de toneelschool. Ze wou zich engageren voor het oprichten van een jeugdtheater, en besloot hierdoor in 1938 om theaterwetenschap te gaan studeren in Praag. In 1939 doctoreerde ze in de pedagogie.
Tijdens de Tweede Wereldoorlog werkte ze mee met het verzet tegen de bezetters. Ze werkte als koerierster en  verborg de schrijver  Prežihov Voranc (pseudoniem voor Lovro Kuhar), die tijdens de oorlog de illegale radio Kričač leidde. Deze radio was de verzetsradio. In 1943 werd Brenk opgesloten, en bleef dat tot de bevrijding. In de gevangenis zorgde ze voor de kinderen van de strijders en de gevangenen.
Na de oorlog werkte ze als schrijfster, vertaalster en redactrice, en hield ze zich vooral bezig met jeugdliteratuur. Ze was een van de oprichters en eerste redactrice van Mladinska knjiga, een Sloveense uitgeverij. Ze was redactrice van 1949 tot 1973, het jaar waarin ze op pensioen ging.  Ze ontwierp boekencollecties voor kinderen. Haar man was de filmhistoricus en pedagoog France Brenk. Hun zoon Klas Matija Brenk is psycholoog.

## Werk
Tijdens haar studie schreef Brenk spelletjes, gedichtjes en verhaaltjes voor de schoolkrant. Voor de Tweede Wereldoorlog publiceerde ze in Ljubljanski zvon, een krant van die periode, en in Sodobnost, een literair magazine. Na de oorlog publiceerde ze in kinder- en jeugdmagazines zoals Ciciban, Vrtec, Kurirček, Pionirski list, Pionir, Akademski glas, Naš rod en Gruda. Ze kwam ook op de radio met haar verhalen.

### Proza

#### Oorlog en realistische verhalen
- Prva domovina, 1973
- Hoja za bralci, 1980
- Moja dolina, 1996

#### Moderne sprookjes of fantastische verhalen
- Deklica delfina in lisica zvitorepka, 1972
- Srebrna račka, zlata račka, 1975
- Dobri sovražnikov pes, 1980
- Babica v cirkusu, 1982
- Prigode koze kunigunde, 1984

### Poëzie
- Prišel je velikanski lev, 2008
- Čenča Marenča, 1976
- Kako šteje Čenča Marenča, 1976

### Toneelstukken
- Mačeha in Pastorka, 1951
- Čarobna paličica, 1958
- Modra vrtnica za princesko, 1963

### Vertaalwerk
- Astrid Lindgren: Pika Nogavička, 1958
- Bratec Kljukec s strehe, 1966
- Felix Salten: Bambi, 1970
- Eduard Petiška: Stare grške bajke, 1992
- Harriet Beecher-Stowe: Koča strica Toma
- Nemška ljudska pravljica: Lonček balonček, 1983
- Fred Rodrian: Jelen Jarko, 1986
- Ruska ljudska povest: Kdo bo izpulil repo, 1986
- Indijanska ljudska pravljica: Lisica in drozg, 1990

## Prijzen
- 1964 – plaque Mlado pokolenje - Belgrado
- 1966 – gouden plaque voor literair werk
- 1970 – bronzen medaille voor werk en afbeeldingen - Leipzig
- 1972 – Levstikovaprijs voor het boek Deklica Delfina in lisica Zvitorepka
- 1974 – Kurirčkovbeeldje
- 1982 – Trubarjevaplaque
- 1984 – erkenning van de lokale gemeenschap Horjul
- 1997 – Orde van de vrijheid van de republiek Slovenië voor levenswerk in jeugdliteratuur en uitgeverij
- 1999 – Lestikovaprijs voor levenswerk
- 2000 – genomineerd voor IBBY erelijst voor het boek Moja dolina
- 2001 – titel van Ereburger van Horjul
- 2007 – titel van Burger van de stad Ljubljana

- Gemeinsame Normdatei: 129686395
- International Standard Name Identifier: 0000 0000 5711 8203
- Library of Congress Control Number: n88619162
- Nationale Bibliotheek van Tsjechië: xx0006729
- Système universitaire de documentation: 180757423
- Virtual International Authority File: 79544465
- WorldCat: E39PBJc7XKVxBYYKHyBJX43G73